# Gabriel Macht

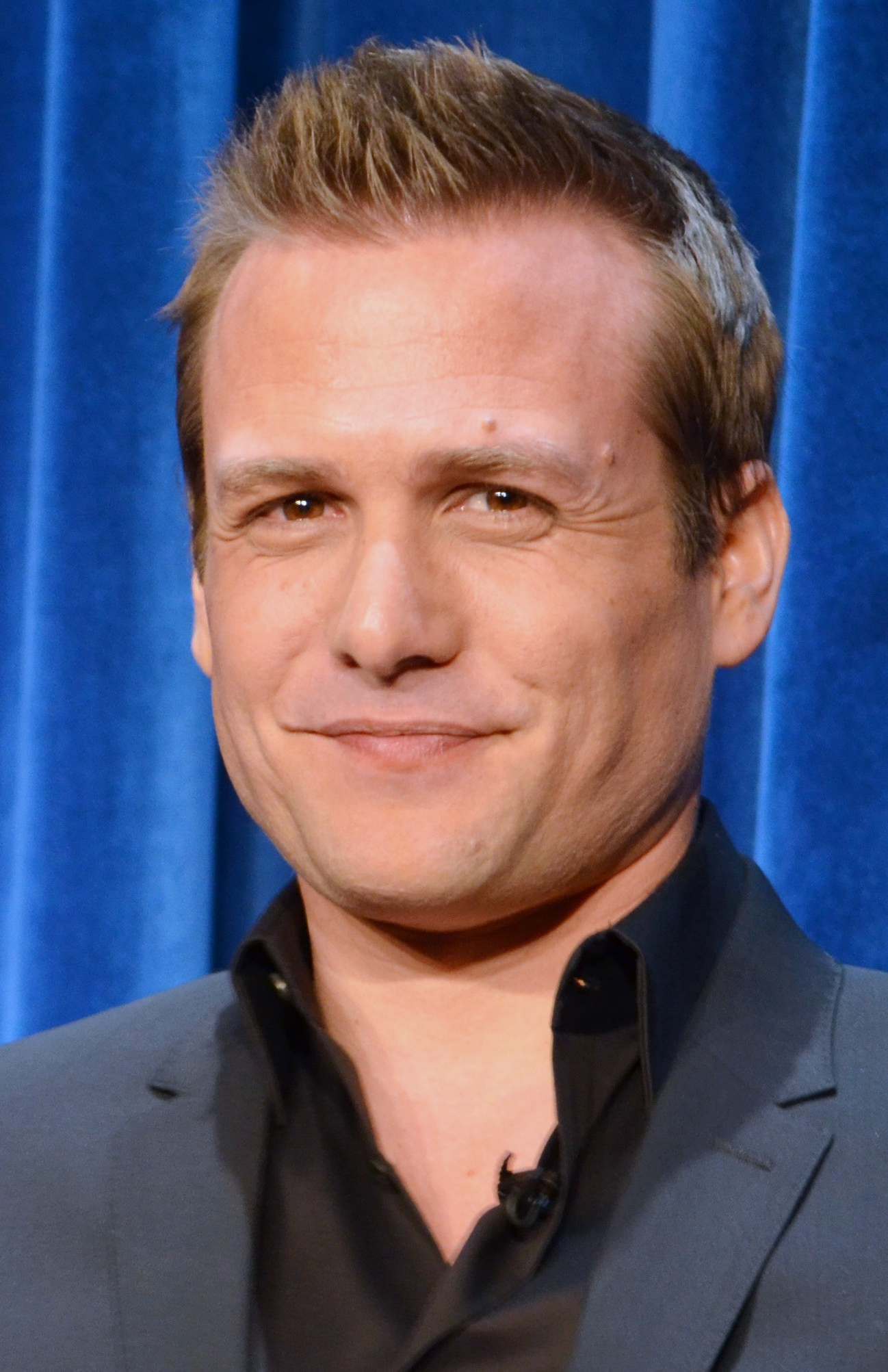
Gabriel Macht (2013)

Gabriel Macht (* 22. Januar 1972 in New York City, New York) ist ein US-amerikanischer Schauspieler, der vor allem durch seine Hauptrolle als Harvey Specter in der Anwaltsserie Suits sowie durch seine Hauptrolle als The Spirit in der gleichnamigen Comicverfilmung bekannt ist.

## Leben
Gabriel Macht wurde 1972 in der Bronx in New York als Sohn des Schauspielers Stephen Macht und Suzanne Puliers, einer Museumskuratorin, geboren. Er wuchs in Westchester County, New York auf. Mit fünf Jahren zog Macht als Teil seiner sechsköpfigen Familie aus beruflichen Gründen des Vaters nach Kalifornien. Bereits als achtjähriges Kind hatte Macht 1980 sein Spielfilmdebüt in Warum sollte ich lügen? Für seine Darstellung war er für einen Young Artist Award nominiert. Bis 1990 besuchte Macht die Beverly Hills High School, wo er Schauspielkurse belegte. Anschließend ging Macht auf das College of Fine Arts in Pittsburgh. Daraufhin lebte er sechs Jahre in New York, wo er vor allem am Theater arbeitete, bevor er wieder nach Los Angeles zog.
Nach ersten Film-, Fernseh- und Theaterrollen spielte er 2000 eine Hauptrolle in der kurzlebigen Science-Fiction-Fernsehserie The Others von NBC. Es folgten Rollen in Filmen wie Im Fadenkreuz – Allein gegen alle, Der Einsatz und Der gute Hirte. Gemeinsam mit dem Schauspielerensemble von Der gute Hirte gewann Macht 2007 bei den Internationalen Filmfestspielen Berlin den Silbernen Bären für die Herausragende künstlerische Leistung. 2008 wurde Macht durch die Hauptrolle in Frank Millers Comic-Verfilmung The Spirit einem großen Publikum bekannt.
Von 2011 bis 2019 spielte Macht die Hauptrolle des Rechtsanwalts Harvey Specter in Suits, einer Anwaltsserie des Kabelsenders USA Network. Ab der dritten Staffel war Macht auch als Produzent in der Serie tätig und führte in einigen Folgen Regie. 2019 hatte er in derselben Rolle einen Gastauftritt in der fünften Folge der Spin-off Serie Pearson.
Seit 2004 ist er mit der Schauspielerin Jacinda Barrett verheiratet. Mit ihr hat er eine Tochter (* 2007) und einen Sohn (* 2014).
Macht und seine Suits-Serienkollegin Sarah Rafferty pflegen eine sehr enge Freundschaft. Kennengelernt haben sie sich 1993 beim Williamstown Theatre Festival.

## Filmografie
- 1980: Warum sollte ich lügen? (Why Would I Lie?)
- 1991: Beverly Hills, 90210 (Fernsehserie, Folge 2x11)
- 1995: Herz einer Unbeugsamen (Follow The River, Fernsehfilm)
- 1997: Chaos City (Spin City, Fernsehserie, Folge 1x18)
- 1998: The Adventures of Sebastian Cole
- 1998: Liebe in jeder Beziehung (The Object of My Affection)
- 1998: Sex and the City (Fernsehserie, Folge 1x02)
- 1999: Einfach unwiderstehlich (Simply Irresistible)
- 1999: Wasteland (Fernsehserie, Folge 1x06)
- 2000: The Bookie’s Lament
- 2000: 101 Ways (The Things a Girl Will Do to Keep Her Volvo)
- 2000: The Audrey Hepburn Story (Fernsehfilm)
- 2000: The Others (Fernsehserie, 13 Folgen)
- 2001: American Outlaws
- 2001: Im Fadenkreuz – Allein gegen alle (Behind Enemy Lines)
- 2002: Bad Company – Die Welt ist in guten Händen (Bad Company)
- 2003: Grand Theft Parsons
- 2003: Der Einsatz (The Recruit)
- 2004: Lovesong for Bobby Long (A Love Song for Bobby Long)
- 2005: Die rote Verschwörung (Archangel, Miniserie)
- 2006: Der gute Hirte (The Good Shepherd)
- 2007: Von Frau zu Frau (Because I Said So)
- 2008: The Spirit
- 2009: Middle Men
- 2009: Whiteout
- 2009: One Way to Valhalla
- 2010: Love and other Drugs – Nebenwirkung inklusive (Love and Other Drugs)
- 2011: A Bag of Hammers
- 2011: S.W.A.T.: Firefight
- 2011–2019: Suits (Fernsehserie, 134 Folgen)
- 2013: The Edge of Sanity – Am Abgrund des Wahnsinns (Breaking at the Edge)
- 2019:  Pearson (Fernsehserie, Folge 1x05)
- 2025: Suits LA (Fernsehserie)